# Callocythere multireticulatum
Callocythere multireticulatum is een mosselkreeftjessoort uit de familie van de Trachyleberididae. De wetenschappelijke naam van de soort is voor het eerst geldig gepubliceerd in 1998 door Whatley, Moguilevsky, Ramos & Coxill.